# Serrat de la Creueta (Calders)
El Serrat de la Creueta és una serra situada al municipi de Calders (Moianès), amb una elevació màxima de 659 metres.